# Monedă
O monedă (plural: monede nu monezi) este, în general, un lingou de metal de formă discoidală, folosită ca o formă de bani. Monedele sunt garantate de către emitent prin ștanțarea sau imprimarea unor elemente particulare ușor de recunoscut, inclusiv (dar nu obligatoriu) legenda, adică textul scris pe monedă. Monedele fără legendă se numesc anepigrafe. Împreună cu bancnotele, monedele reprezintă forma obișnuită de numerar în toate sistemele monetare moderne. În prezent, monedele sunt folosite pentru valori mai mici, iar bancnotele pentru valori mai mari.

## Etimologie
La început, monedele romane erau bătute în Templul Iunonei Moneta, aflat pe Capitoliul din Roma. De aici a ajuns, până la noi, prin intermediul limbilor franceză și italiană, cuvântul monedă, cu varianta, mai puțin folosită și considerată (în prezent) incorectă, monetă. Însă termeni derivați ai cuvântului monetă precum sunt substantivul monetar, cu cele două sensuri, „persoană” și „inventar al banilor”, adjectivul monetar / monetară, din sintagmele sistem monetar / emisiune monetară, substantivul monetărie, verbele a monetiza / a demonetiza sunt corecte.

## Aspect
Fața monedei are de obicei o imagine, care poate fi stema țării emitente, capul/bustul unui monarh sau denumirea sau simbolul altei autorități emitente și se numește avers, sau colocvial cap. Partea cealaltă se numește revers sau colocvial pajură. 
În numismatică, pastila monetară se numește flan, iar diferitele metale sau aliaje sunt desemnate prin abrevieri: AE pentru cupru, AR pentru argint, AV pentru aur, OR pentru orichalcum (aliaj auriu de cupru și zinc, adică alama, folosit în epoca romană pentru monedele numite sestertius respectiv dupondius), Bill pentru bilon (aliaj cupru și argint, în care metalul predominant este cuprul). În text, orientarea axei reversului față de axa aversului se reprezintă convențional fie prin săgeți poziționate adecvat, fie prin analogie cu poziția marcajelor orare pe cadranul unui ceas. De asemenea, pentru o descriere completă trebuie precizate și datele metrologice ale monedelor individuale (diametrul în milimetri, eventual și zecimi de milimetru – de exemplu 22,8 mm – iar greutatea exprimată în grame, preferabil cu precizie de două zecimale – exemplu 4,42 g). În cazurile în care flanul monedei este neregulat, se vor preciza cel mai mic și cel mai mare diametru. În situația în care monedele sunt fabricate din aliaje de metale prețioase (aur, argint, platină...) se exprimă și titlul aliajului.
Înainte de apariția monedei de formă discoidală s-au folosit alte obiecte cu valoare de schimb. Spre exemplu în Grecia în perioada arhaică se foloseau un fel de „frigări” grele din fier, care s-au gasit depozitate ca ofrandă în temple. Pe teritoriul României în cetățile grecești din Dobrogea în secolele VI-V î.Hr. se foloseau inițial ca mijloace de schimb local vârfuri de săgeți din bronz, al căror tub de înmănușare se umplea cu plumb pentru a anula calitatea de armă a obiectului. Ulterior s-au turnat semne premonetare din bronz care aveau o formă asemănătoare unei frunze de salcie și greutatea de câteva grame.
Se pare că primele monede propriu-zise au fost bătute în Asia Mică, în secolul VII î.Hr., dintr-un aliaj natural de aur și argint numit electrum (prescurtat EL în numismatică). În epoca antică dar și mai târziu monedele de valoare mai ridicată se băteau din argint sau din aur, acestea având valoare intrinsecă prin metalul prețios conținut. În consecință, monedele din metale prețioase erau acceptate și aveau valoare și pe alte piețe decât cea a autorității emitente. Așa se explică larga circulație a monedelor grecești și romane din metale prețioase, chiar dincolo de aria ocupată de culturile respective. 

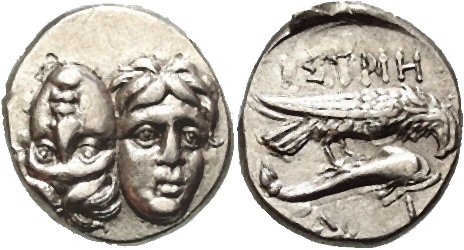
Monede emise la Histria

Ca metale neprețioase, „comune”, folosite la producerea monedelor, cuprul și aliajele sale (în special aliajul cu staniu numit bronz și alama, aliajul cuprului cu zincul) constituie cazul cel mai frecvent. Conținutul mare de cupru din straturile calotei glaciare corespunzând antichitații clasice (greco-romane) a fost explicat tocmai prin folosirea deosebit de intensă a acestui metal și aliajelor sale in special pentru monede. Având valoare mică, monedele din metale neprețioase erau folosite în special pentru tranzacțiile comerciale mărunte, de zi cu zi, fiind emise în mari cantități, unele cunoscând apoi o circulație largă. Neavând valoare intrinsecă, acceptarea pe anumite piețe se făcea după contramarcarea monedelor, adică imprimarea cu ajutorul unui poanson a unui element figural relevant (capul/bustul unui zeu - capul Demetrei este specific orașului Callatis în epoca elenistică etc.) sau a unei litere sau grup de litere (cum ar fi TOM, pentru orașul Tomis, în perioada ocupației romane). Contramarcarea s-a aplicat mai rar și monedelor din metale prețioase.
În Evul Mediu tehnicile de fabricație a monedelor se schimbă, acestea devenind în general mult mai subțiri decât în antichitate, reprezentările figurale și legendele având un relief mai redus. Ceva mai târziu se răspândesc diverse elemente de securizare a marginilor monedelor - cum ar fi zimții sau diverse striații, frunze etc. - pentru a preveni furtul de metal din monedă prin tăierea sau pilirea marginilor, care ar fi fost astfel vizibilă.

## Document istoric
Moneda metalică constituie un document prețios, care oferă sub formă condensată informații privind realitățile politice, economice, religioase, culturale și artistice ale perioadei în care au fost emise. Mai mult decât orice alt obiect arheologic moneda reușește să adune atât un mesaj scris (așa cum este cazul în general) prin legenda sa, cât și unul iconografic – prin reprezentările figurale - și respectiv metrologic – prin dimensiuni și greutate. Chiar și atunci când monedele nu sunt propriu-zis datate, toate aceste informații permit o încadrare precisă în timp, mai ales atunci când se face corelarea cu informații istorice provenite din alte surse (cronici, mărturii scrise, documente epigrafice etc.).

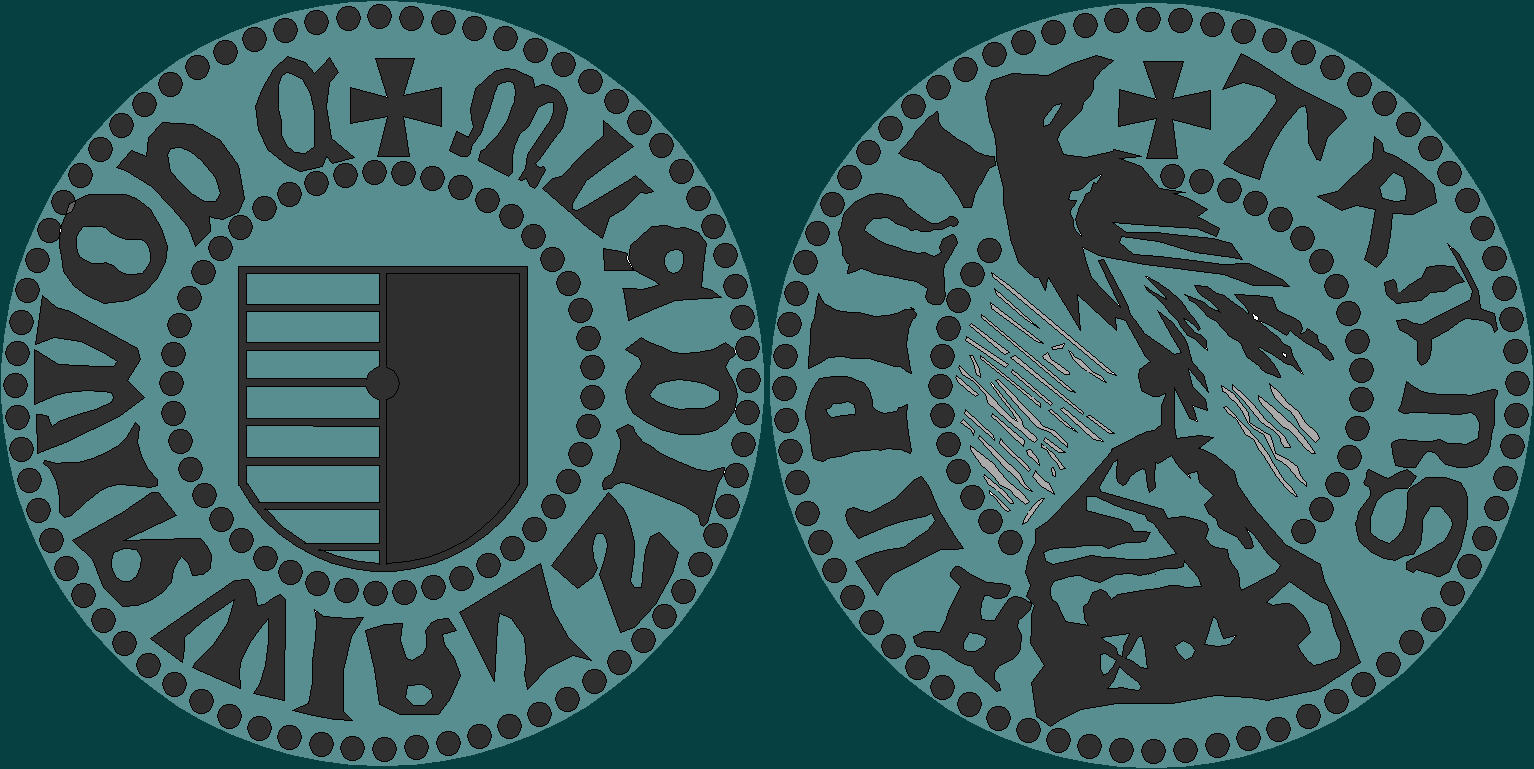
Ducat emis in vremea lui Vlaicu Vodă în Ungro-Vlahia, cu inscripția latină; avers: WLADISLAI WAIVODA + ; revers: TRANSALPINA, în traducere: „[Lui] Vladislav, Voievodul [țării] de peste Munți”

Monedele au caracter de document obiectiv, nemijlocit, subiectivitatea putând acționa asupra acestui instrument doar la momentul conceperii sale și foarte rar ulterior, caz în care de asemenea oferă informații (spre exemplu ștergerea ulterioară de pe anumite monede a numelui unor împărați romani care au suferit damnatio memoriae, cum este cazul împăratului Nero). Caracterul de document obiectiv este deosebit de prețios și de necontestat. Prin studierea monedelor s-au putut chiar identifica personaje istorice altfel necunoscute (și care e de presupus că ar fi rămas necunoscute dacă nu ar fi emis monedă - de exemplu regi sciți minori de pe teritoriul Dobrogei de azi), s-a putut observa portretistica unor emitenți altfel necunoscuți sub acest aspect, s-a confirmat sau revizuit datarea unor evenimente istorice etc. Monedele sunt un ajutor prețios pentru arheolog, permițând datarea absolută sau relativă a nivelurilor de locuire evidențiate pe parcursul explorării siturilor arheologice prin metode specifice. 
Și în epoca modernă și contemporană moneda este un instrument social-politic indispensabil oricărei economii.

## „Cocoșeii de aur”

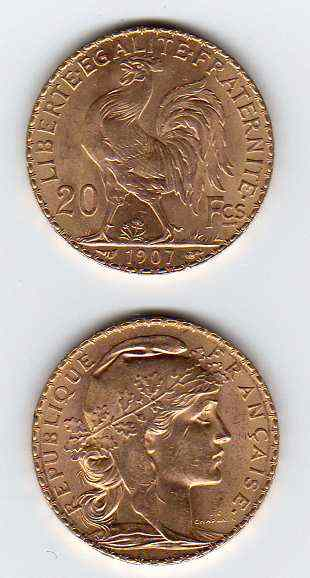
Modelul monedelor de aur denumite „Cocoșei”: moneda franceză de 20 franci cu „Cocoșul Galic”

Mii de persoane în primii ani ai României comuniste au făcut închisoare și mulți au murit din cauza monedelor de aur numite cocoșei sau a deținerii de valută. Aurul, sub orice formă, trebuia predat Băncii Naționale comuniste, inclusiv milionul de medalii comemorative emise la începutul anului 1945, când 5.895 kg de aur din tezaurul Băncii Naționale a României au fost transformate în monede, identice (ca dimensiuni și titlu) cu piesa franceză de 20 de franci, pe care era încrustat cocoșul galic. De unde și numele de „cocoșei”. În anul 1945, Banca Națională Română inițiază campania de vânzare către populație a aurului din rezervă, sub forma cocoșeilor. Un cocoșel de aur avea 6,55 grame și conținea 900 la mie aur. A fost o modalitate de a ascunde aurul de Armata Sovietică de ocupație. Oricine depunea 50.000 de lei la împrumutul de refacere, dacă mai plătea 15.000 de lei, primea un cocoșel de aur. Prin Legea Stabilizării din 15 august 1947, comuniștii au pus mâinile pe BNR și pe registrele acesteia. A urmat urmărirea penală arbitrară a proprietarilor de cocoșei.

## Epoca contemporană
În zilele noastre, monedele și bancnotele sunt la baza oricărui sistem economic modern. Monedele concepute pentru circulație au valori nominale mai mici, iar bancnotele au valori nominale mai mari. Astfel, în majoritatea sistemelor economice moderne, monedele având valoarea nominală cea mai mare au valoarea nominală mai mică decât bancnota cu valoarea nominală cea mai mică. Valoarea monetară gravată pe monede este, de obicei, mai mare decât costul metalului utilizat pentru producerea acestora, dar acest lucru nu se aplică, în general, la monedele istorice care erau fabricate din metale prețioase.
Excepții la regula valorii reprezentate fiind mai mare decât valorile reale există și în anumite monede prețioase făcute din argint sau din aur (și mai rar din alte metale ca platina și paladiul) produse pentru colecționari sau pentru investitorii în metale prețioase. De exemplu, Statele Unite ale Americii produc American Gold Eagle, Canada produce Frunza de Arțar Canadiană de Aur, iar Republica Africa de Sud emite Krugerrand-ul. „Acvila de Aur Americană” (în engleză: American Gold Eagle) are valoarea nominală de 50$ US. Monedele de aur canadiene „Frunza de Arțar” au și ele valoare nominală, care este pur simbolică, însă Krugerrandul nu are valoare nominală.

## Valoare

### Valoare nominală
Valoarea nominală a unei monede având curs legal este indicată, în mod concret, pe reversul acesteia. Această valoare poate fi garantată prin compoziția sa, dacă este confecționată dintr-un metal prețios. În caz contrar, valoarea nominală este garantată de organismul emitent, în general un stat suveran.

### Valoare numismatică
Monedele pot avea o altă valoare dacă aceste nu mai au un curs legal sau dacă sunt rare. Valoarea numismatică depinde de raritatea sa, de contextul istoric, de calitatea realizării și de gradul de conservare cât și de popularitatea sa printre colecționari.